# Приказката за деветте опашки
„Приказката за деветте опашки“ (на корейски: 구미호뎐, Gumihodyeon; на английски: Tale of the Nine Tailed) е южнокорейски сериал, който се излъчва от 7 октомври до 3 декември 2020 г. по tvN.
Поредицата се нарежда на първо място по гледаемост по време на излъчването си в Южна Корея в периода октомври – декември 2020 г.

## Сюжет
Сериалът разказва за И Йон – млад мъж с неустоим външен вид, който всъщност крие истинската си самоличност на деветоопашата лисица. Той се среща с Нам Джи А – продуцентка на документални филми, която търси свръхестественото. Когато е била деветгодишна, Нам Джи А е претърпяла катастрофа, при която се смята, че родителите ѝ са загинали, а тя е била спасена от И Йон. Дълбоко в себе си Джи А вярва, че родителите ѝ са живи и не спира да ги търси. Дали ще може да се довери на И Йон и възможна ли е любов между човек и лисица?

## Актьори
- И Донг-ук – И Йон
- Джо Бо-а – Нам Джи-а / А-ъм
- Ким Бум – И Ранг

## В България
В България премиерата на сериала е на 7 октомври 2021 г. по bTV Lady.